# Phare de Rinkenæs
Le phare de Rinkenæs (en danois : Rinkenæs Fyr) est un petit phare au Danemark. Il est situé près de Rinkenæs, du côté danois du fjord de Flensbourg,.

## Contexte
Le phare a été construit en 1896 à l’est du village de Rinkenæs (en danois : Rinkenis), directement au sud du petit village de Dalsgård (en danois : Dalsgaard),. Après la guerre germano-danoise, la région appartenait toujours à l’Empire allemand. À la fin du XIXe siècle, de plus en plus d’unités navales ont été transférées à Flensbourg. Le fjord a été utilisé en particulier pour des exercices de torpilleurs, de sorte qu’au début du XXe siècle, une station de torpilles a finalement été établie à Flensbourg-Mürwik. En 1905, il a été décidé de déplacer les unités navales allemandes de Kiel à Flensbourg et Sønderborg. C’est au cours de la même période que la majorité des phares ont été construits sur le fjord de Flensbourg, voilà pourquoi on suppose que ce déplacement aurait pu jouer un rôle dans la construction des phares,,
Le phare de Rinkenæs a été construit sur les mêmes plans que le phare de Lågemade et le phare de Skodsbøl,. Une plaque avec l’inscription peinte « Maschinen-Fabrik N. Jepsen Sohn Flensburg » était attachée à la porte du phare. La Maschinen-Fabrik N. Jepsen produisait au Margarethenhof de Flensbourg. À partir de 1906, le gardien du phare de Holnis a également été chargé de surveiller les phares voisins de Lågemade et Rinkenæs. Après les plébiscites du Schleswig en 1920, le phare a été remis à l’administration danoise,. La balise d’origine, qui consistait en un dispositif à lentille avec un brûleur à alcool, a été remplacée en 1921 par une lampe à gaz acétylène.
Le phare fournit un feu directionnel,. Le phare supérieur est situé au-dessus, à une distance d’environ 1 kilomètre. Le sentier de randonnée Gendarmstien longe maintenant le phare.

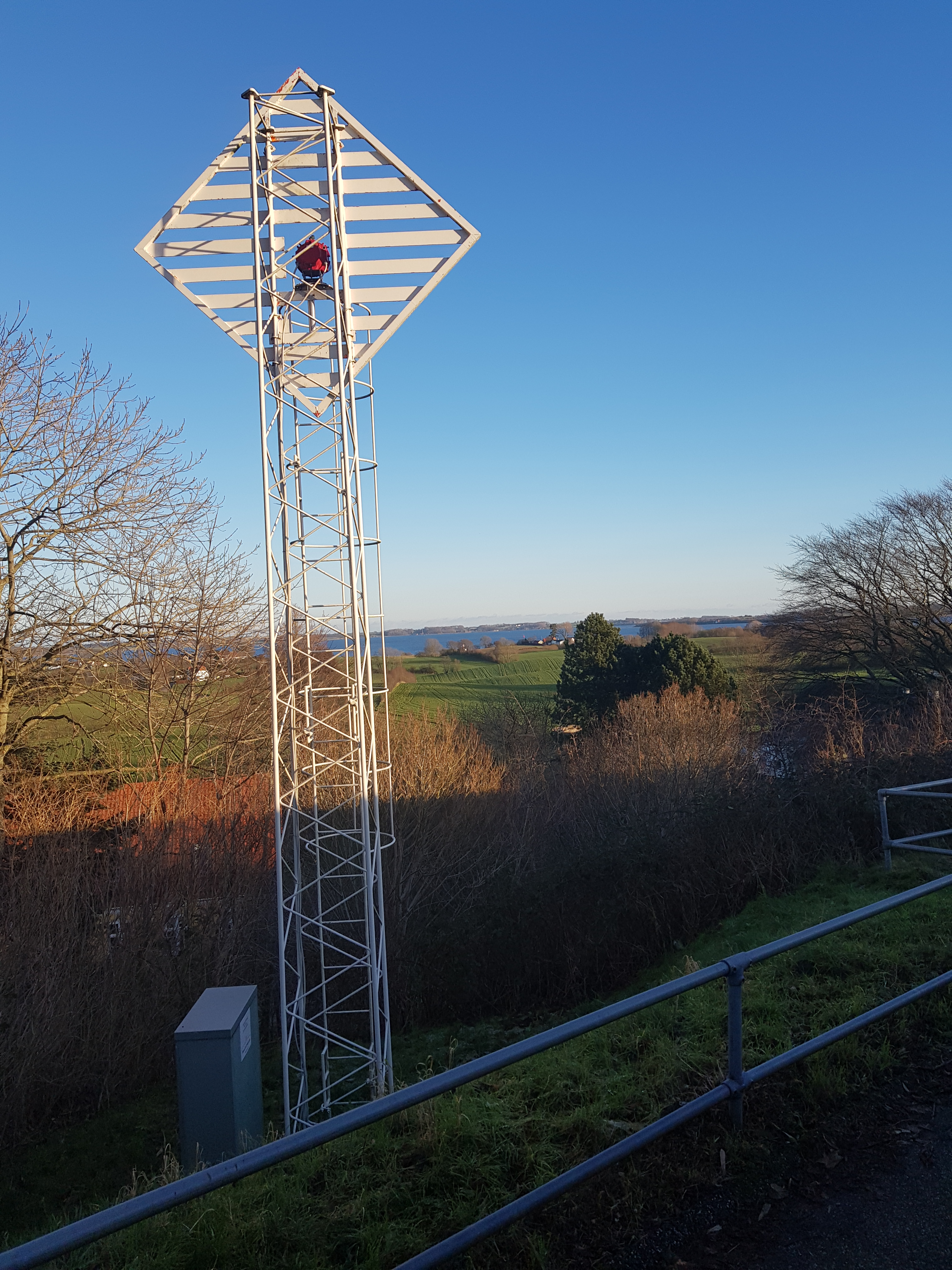
Le feu supérieur, vu de dos